# Salford City FC
Salford City FC (celým názvem: Salford City Football Club) je anglický fotbalový klub, který sídlí ve městě Salford v metropolitním hrabství Greater Manchester. Založen byl v roce 1940 pod názvem Salford Central FC. Od sezóny 2019/20 hraje v EFL League Two (4. nejvyšší soutěž).
V březnu 2014 byl klub odkoupen pěti bývalými hráči Manchesteru United, jmenovitě to byly Ryan Giggs, Gary Neville, Phil Neville, Paul Scholes a Nicky Butt. Po schválení fotbalového svazu a vedení Northern Premier League byla dohoda o převzetí dokončena až v létě téhož roku. Po převzetí klubu došlo také ke změně barev klubu z tradiční černooranžové na červenobílou.
Na předsezónní tiskové konferenci byl novým vedením klubu zmíněn ambiciózní cíl dostat klub v rozmezí patnácti let do EFL Championship. V září 2014 byl padesáti procentní podíl klubu prodán singapurskému miliardáři Peteru Limovi, mj. v té době vlastník španělského prvoligového klubu Valencia CF.
Své domácí zápasy odehrává klub na stadionu Moor Lane s kapacitou 2 164 diváků.

## Historické názvy
Zdroj: 
- 1940 – Salford Central FC (Salford Central Football Club)
- 1963 – Salford Amateurs FC (Salford Amateurs Football Club)
- 1980 – fúze s Anson Villa FC ⇒ Salford FC (Salford Football Club)
- 1990 – Salford City FC (Salford City Football Club)

## Získané trofeje
- Manchester Premier Cup ( 2× )
  - 1977/78, 1978/79

## Úspěchy v domácích pohárech
Zdroj: 
- FA Cup
  - 2. kolo: 2015/16
- FA Trophy
  - 3. předkolo: 2009/10, 2016/17, 2017/18
- FA Vase
  - 4. kolo: 1980/81, 2007/08

## Umístění v jednotlivých sezonách
Stručný přehled
Zdroj: 
- 1980–1982: Cheshire County League (Division Two)
- 1982–1987: North West Counties League (Division Two)
- 1987–1991: North West Counties League (Division One)
- 1991–1992: North West Counties League (Division Two)
- 1992–2008: North West Counties League (Division One)
- 2008–2015: Northern Premier League (Division One North)
- 2015–2016: Northern Premier League (Premier Division)
- 2016–2018: National League North
- 2018– : National League

Jednotlivé ročníky
Zdroj: 
Legenda: Z - zápasy, V - výhry, R - remízy, P - porážky, VG - vstřelené góly, OG - obdržené góly, +/- - rozdíl skóre, B - body, červené podbarvení - sestup, zelené podbarvení - postup, fialové podbarvení - reorganizace, změna skupiny či soutěže
| Sezóny  | Liga                                         | Úroveň | Z  | V  | R  | P  | VG | OG | +/- | B  | Pozice |
| ------- | -------------------------------------------- | ------ | -- | -- | -- | -- | -- | -- | --- | -- | ------ |
| 2009/10 | Northern Premier League (Division One North) | 8      | 42 | 16 | 8  | 18 | 63 | 74 | -11 | 56 | 11.    |
| 2010/11 | Northern Premier League (Division One North) | 8      | 44 | 17 | 11 | 16 | 68 | 73 | -5  | 62 | 12.    |
| 2011/12 | Northern Premier League (Division One North) | 8      | 42 | 14 | 10 | 18 | 69 | 73 | -4  | 52 | 13.    |
| 2012/13 | Northern Premier League (Division One North) | 8      | 42 | 11 | 13 | 18 | 65 | 79 | -14 | 46 | 16.    |
| 2013/14 | Northern Premier League (Division One North) | 8      | 42 | 15 | 7  | 20 | 68 | 80 | -12 | 52 | 12.    |
| 2014/15 | Northern Premier League (Division One North) | 8      | 42 | 30 | 5  | 7  | 92 | 42 | +50 | 95 | 1.     |
| 2015/16 | Northern Premier League (Premier Division)   | 7      | 46 | 27 | 9  | 10 | 94 | 48 | +46 | 90 | 3.     |
| 2016/17 | National League North                        | 6      | 42 | 22 | 11 | 9  | 79 | 44 | +35 | 77 | 4.     |
| 2017/18 | National League North                        | 6      | 42 | 28 | 7  | 7  | 80 | 45 | +35 | 91 | 1.     |
| 2018/19 | National League                              | 5      | 46 | 25 | 10 | 11 | 77 | 45 | +32 | 85 | 3.     |
| 2019/20 | EFL League Two                               | 4      | 37 | 13 | 11 | 13 | 49 | 46 | +3  | 50 | 11.    |
| 2020/21 | EFL League Two                               | 4      | 46 | 19 | 14 | 13 | 54 | 34 | +20 | 71 | 8.     |
| 2021/22 | EFL League Two                               | 4      | 46 | 16 | 13 | 14 | 60 | 46 | +14 | 70 | 10.    |
| 2022/23 | EFL League Two                               | 4      | 46 | 22 | 9  | 15 | 72 | 54 | +18 | 75 | 7.     |
| 2023/24 | EFL League Two                               | 4      | 46 | 13 | 12 | 21 | 66 | 82 | -16 | 51 | 20.    |
| 2024/25 | EFL League Two                               | 4      | 46 | 18 | 15 | 13 | 64 | 54 | +10 | 69 | 8.     |